# Reino Huetar de Oriente

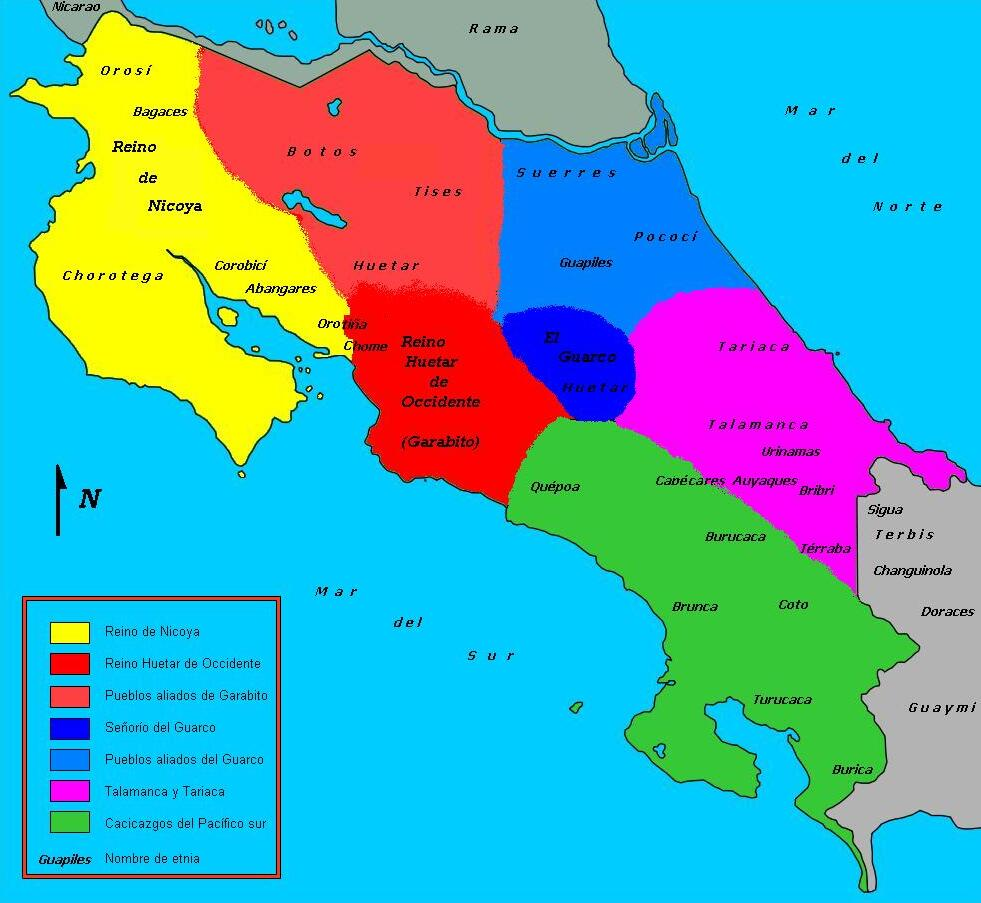
Mapa de las sociedades autóctonas costarricenses en el al arribo de los españoles. El Reino Huetar de Oriente se demarca en azul.

El Reino Huetar de Oriente, también conocido como Señorío del Guarco, es uno de los dos grandes reinos en que se dividía el dominio de la etnia huetar en el Valle Central de Costa Rica y al momento de la conquista era Chorrque, hijo del temido cacique El Guarco. Aunque más pequeño que su nación hermana el Reino Huetar de Occidente regido por Garabito como parte de su imperio. El territorio huetar oriental se extendía desde la ribera del río Virilla hasta las faldas del Chirripó en la Tierra Adentro. El área del moderno cantón de Paraíso era regida por los caciques vasallos Abituri y Turichiqui, además había asentamientos aborígenes en Ujarraci y Orosi que fueron visitados por el español Ignacio Cota en 1561.
En la repartición ilegal realizada por Perafán de Ribera en 1569, se describen dos zonas geográficas en que estaban agrupadas las tribus huetares orientales; Turriarva la Grande y Turriarva la Chica. La primera comprendía los actuales poblados de Aquiares, Colorado, Santa Cruz, con sus caciques principales Tabaco y Hurrea; y la segunda constituía las presentes localidades de Margot, Azul, Jesús María, Alto Varal, Cimarrones y Lajas.